# Jan Paseka
Mons. Mgr. Jan Paseka (* 3. srpna[zdroj?] 1980, Chrudim) je český římskokatolický duchovní a od roku 2019 generální vikář diecéze královéhradecké a také členem její kněžské rady. Je také kanovník Katedrální kapituly při chrámu Svatého Ducha v Hradci Králové.

## Život
Pochází z Hrochova Týnce.
Vystudoval Střední zemědělskou školu v Chrudimi a roku 2000 vstoupil do kněžského semináře. Posléze byl rok na teologickém konviktu v Litoměřicích a pak studoval pět let teologii v Praze.
V roce 2006 byl vysvěcen na kněze a poté působil rok jako kaplan ve farnosti Poděbrady. V letech 2007 až 2016 byl administrátorem ve farnosti Chrast a rovněž administrátorem excurrendo ve farnosti Vrbatův Kostelec.
V letech 2010 až 2018 doprovázel animátorské kurzy mládeže diecézního centra. Roku 2011 byl ustanoven spirituálem Gymnázia Suverénního řádu maltézských rytířů ve Skutči. Dne 1. srpna 2016 se stal rektorem kostela Panny Marie v Hradci Králové a působil také jako biskupský vikář pro pastoraci.
Od 1. ledna 2019 působí jako generální vikář diecéze královéhradecké.